# 中国青少年新媒体协会
中国青少年新媒体协会于2004年成立，该协会是由中国共青团中央主管、经中华人民共和国民政部审核登记的国家一级社团，主要从事促进青少年成长等方面的工作。